# Surer
La ballesta, el porcell, surer, castanyola i moltes altres denominacions (Balistes capriscus) és un gènere de peix d'aigua salada de la família dels balístids i de l'ordre dels tetraodontiformes. En obrir l'espina dorsal i la que presenta al ventre, adopta un aspecte de ballesta, d’on rep el seu nom. Emet uns sorolls semblants als d'un porc i que per això, en alguns llocs, són coneguts com a peixos porc o porcells.
És l'únic balístid present als Països Catalans. Fins a la fi del segle xx era una espècie rara a la zona nord de Catalunya, però l'escalfament pel canvi climàtic fa que moltes espècies més tropicals hi pugen a poc a poc. A Eivissa és diu castanyola, mot que en la resta dels Països Catalans es fa servir per un altre peix, l'espècie Brama brama.

## Morfologia

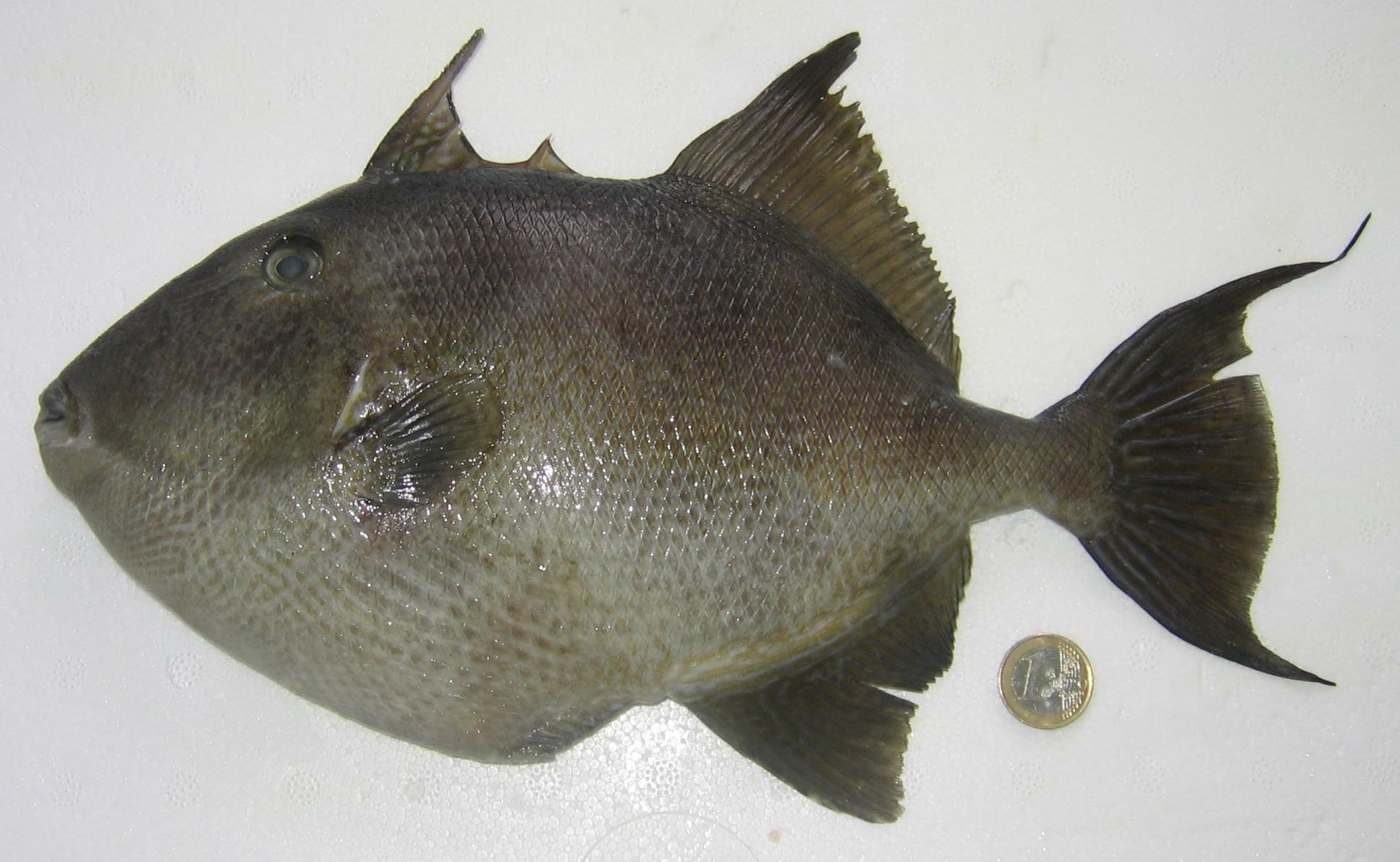
Surer capturat a la Bretanya (França).

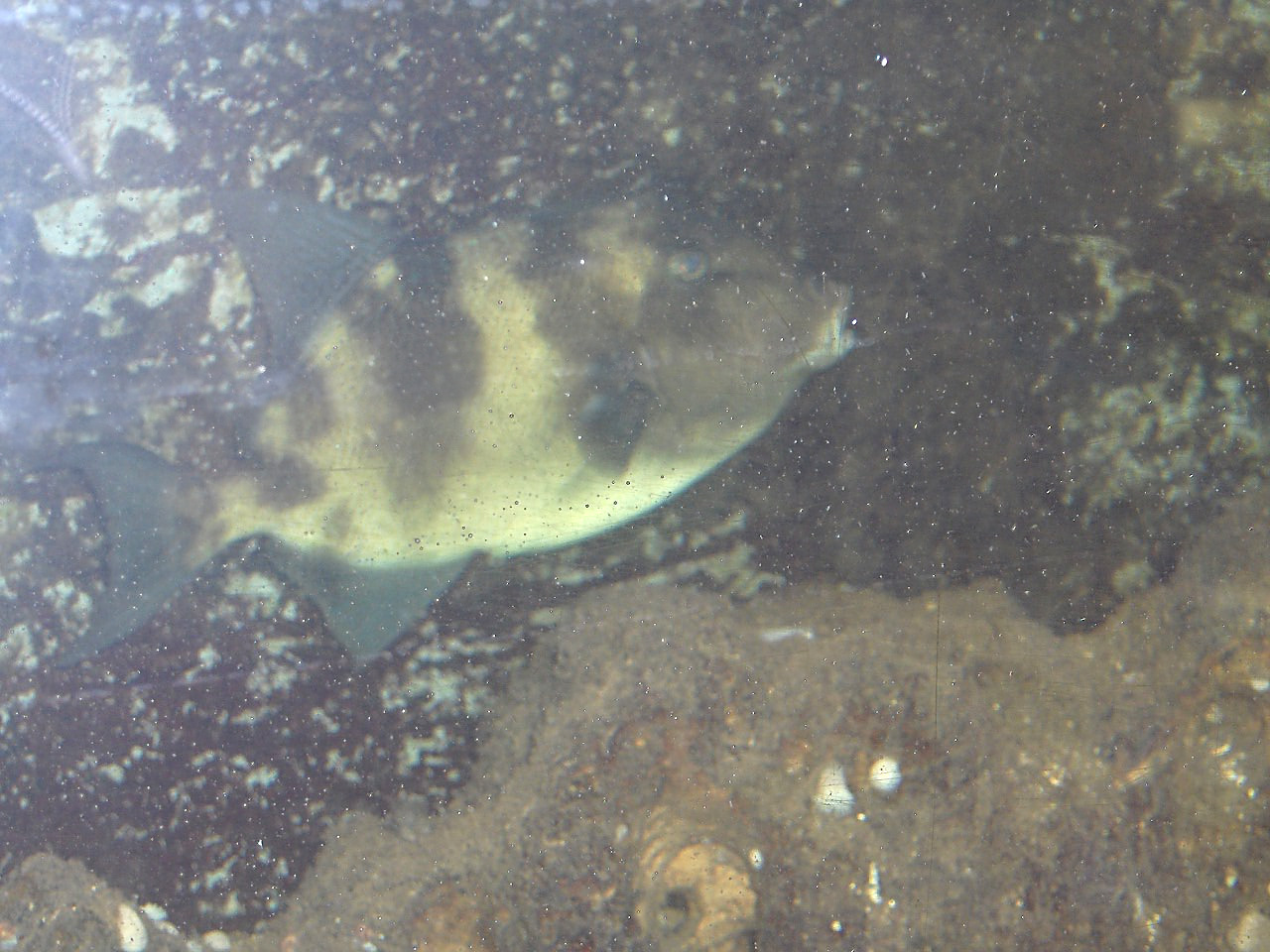
Balistes capriscus

Té una talla màxima de 45 cm, comuna de 15 a 35 cm. El cos és oval, molt comprimit lateralment i alt. La pell és coriàcia. El cap té el morro agut. La boca és petita amb els llavis carnosos i proveïda de vuit dents incisives molt fortes. Els ulls són petits i es troben a la part superior del cap. L'opercle és molt petit i es troba per damunt les pectorals. Té dues aletes dorsals, la primera té tres espines i es troba inserida dins un solc i pot aixecar-la violentament per defensar-se. La segona dorsal és semblant a l'anal. Les pelvianes estan transformades en una placa mòbil i rugosa.
És de color gris amb tons blaus i violetes. El ventre és clar. Neda per ondulació dorsal i anal, per això es desplaça lentament i en cas de perill aixeca la dorsal.

## Ecologia
Apareix a tota mena de fons, praderies, zones rocalloses i, principalment, sorrenques entre els 10 i 100 m de fondària. També apareix als ports i davall objectes flotants. Està present a tot el Mediterrani i a l'Atlàntic (des de Gibraltar fins a Angola i des de Nova Escòcia fins a l'Argentina).
Menja crustacis que gira amb una bufada i ataca al ventre, amb les fortes dents cucs, equinoderms i mol·luscs.
A principi d'estiu es pot veure uns forats bastant grossos a la sorra: es tracta dels nius que fan per realitzar la posta. Guarden la posta atacant tot el que s'hi aproxima. Les femelles fan els nius bufant i els mascles guarden la posta. La incubació dura entre dos i tres dies. Les larves són planctòniques.
A banda de l'ésser humà, els seus principals enemics naturals són Thunnus albacares, Coryphaena hippurus i Acanthocybium solandri.

## Pesca
És una espècie no comercial a Catalunya, i poc pescada al País Valencià. La seua carn, sense espines, és excel·lent i es captura amb arts d'arrossegament i ocasionalment amb volantí. També es pot capturar fent pesca submarina: és una presa molt fàcil, ja que neda molt lentament i, fins i tot, pot agafar-se amb les mans, amb el risc de rebre una mossegada. Es torna agressiu quan té fam o es vol reproduir.